# Western pleasure
Western pleasure – konkurencja jeździecka w stylu western, podczas której koń oceniany jest pod kątem obycia, przydatności, zrelaksowania, zebrania, kadencji, stosunkowo wolnych chodów, spokoju i odpowiadania na sygnały. Koń powinien być przyjemny i komfortowy dla jeźdźca.